# هرمان ياكوبسن
هرمان ياكوبسن (بالألمانية: Hermann Jacobsen)‏ (و. 1898 – 1978 م) هو عالم نبات، وبستاني ألماني، ولد في هامبورغ، توفي في كيل، عن عمر يناهز 80 عاماً.